# Неприкосновенное число
Неприкоснове́нное число́ (англ. Untouchable number) — положительное целое число, которое не может быть выражено как сумма всех собственных делителей любого целого положительного числа (в том числе самого неприкосновенного числа).
Например, число 4 не является неприкосновенным, так как оно равно сумме собственных делителей числа 9: 1 + 3 = 4. Число 5 является неприкосновенным, так как его нельзя выразить в виде суммы собственных делителей любого натурального числа: 5 = 1 + 4 — единственный способ, чтобы написать 5 в виде суммы различных натуральных чисел, включая 1, но если 4 — делитель числа, 2 также является его делителем, так что 1 + 4 не может быть суммой всех собственных делителей любого числа (так как перечень делителей должен содержать как 4, так и 2).
Исследование таких чисел восходит к Абу Мансуру аль-Багдади, который заметил такое свойство у чисел 2 и 5.
Первые 53 неприкосновенных числа:
2, 5, 52, 88, 96, 120, 124, 146, 162, 188, 206, 210, 216, 238, 246, 248, 262, 268, 276, 288, 290, 292, 304, 306, 322, 324, 326, 336, 342, 372, 406, 408, 426, 430, 448, 472, 474, 498, 516, 518, 520, 530, 540, 552, 556, 562, 576, 584, 612, 624, 626, 628, 658
Считается, что 5 — единственное нечётное число из неприкосновенных, но это не было доказано. Это должно следовать из немного усиленного варианта гипотезы Гольдбаха. Таким образом, представляется, что, кроме 2 и 5, все неприкосновенные числа составные. Совершенные числа не могут быть неприкосновенными, так как они могут быть выражены как сумма своих собственных делителей.
Пал Эрдёш доказал, что множество неприкосновенных чисел бесконечно.
Не существует неприкосновенных чисел, которые бы были на единицу больше, чем простое число, так как если р — простое число, то сумма собственных делителей р2 будет р + 1. Кроме того, не существует неприкосновенных чисел, за исключением 5, равных простому числу плюс три, так как если р — простое число, не равное двум, то сумма собственных делителей 2р будет р + 3.